# Michel Nykjær
Michel Nykjær (Tappernøje, 17 settembre 1979) è un pilota automobilistico danese.
È due volte campione dell'ETCC, il campionato europeo turismo.

## Carriera

### Gli inizi
Tra il 1989 e il 1993 passò i suoi primi anni nelle corse di kart. Dopo una pausa, tornò al motorsport nel 1998, nel campionato Gruppo N danese. Salì di livello passando al DTCC (Danish Touring Car Championship), il campionato turismo danese, nel 2003 e fu incoronato campione nel 2007 per il team SEAT Racing, con una SEAT León. Nel 2007 vinse anche l'ETCC, il campionato turismo europeo, per il team GR Asia.
Nel 2008 si spostò al team Poulsen Motorsport alla guida di una BMW per un'altra stagione nel DTCC. Difese il suo titolo ETCC nel 2008 per la squadra Chevrolet Motorsport Denmark su una Chevrolet Lacetti.

### World Touring Car Championship (WTCC)

#### Perfection Racing (2009)
Per il 2009, Michel avrebbe dovuto partecipare nel WTCC per il team Poulsen Motorsport con una BMW 320si, ma Poulsen scelse di schierare la propria vettura per la Engstler Motorsport e Nykjær fu costretto a restare in DTCC dove conservò il suo titolo. Comunque, corse il round tedesco nel WTCC a Oschersleben per il team Perfection Racing. Partecipò al campionato ETCC nel 2009, ma passò la sua corona a James Thompson.

#### SUNRED Engineering (2010-2011)
Nel 2010 Nykjær corse per i colori di SUNRED Engineering in WTCC con una SEAT León 2.0 TDI. Lo fece nella seconda parte delle qualifiche in Marocco, quando sbatté alla curva 10 e mise prematuramente fine alla sessione, il suo miglior tempo gli assegnò il 6º posto in griglia. In gara-1, mentre era in battaglia con Jordi Gené, finì nel prato e concluse appena fuori dai punti all'11º posto. In gara-2 in Italia partì dalla pole position e fu sorpassato inizialmente da Gabriele Tarquini che fu poi sanzionato con un drive-through. Prima che Tarquini avesse la penalità, Nykjær lo risorpassò e condusse la gara fino all'ultimo giro quando ebbe una foratura e uscì di pista, cedendo la vittoria a Yvan Muller. In gara-1 in Belgio entrò in collisione con la bamboo-engineering di Darryl O'Young, incidente che lasciò quest'ultimo bloccato nella ghiaia, mentre Nykjær concluse 18º. In gara-1 in Portogallo andò largo mentre era in lotta con Norbert Michelisz per il 7º posto. Nykjær fu buttato fuori da Tiago Monteiro in gara-2 in Germania, il portoghese fu penalizzato e Nykjær finì 4º. Partì in pole position in gara-2 in Giappone e guidò la gara fino al giro 9 quando si girò sulla pista bagnata e al termine concluse 7º. Fu coinvolto in un incidente al via a Macao che fu causato da uno scontro tra Andy Priaulx e André Couto, concludendo la sua gara al primo giro. Concluse gara-2 11º e si classificò 12º nella classifica finale.

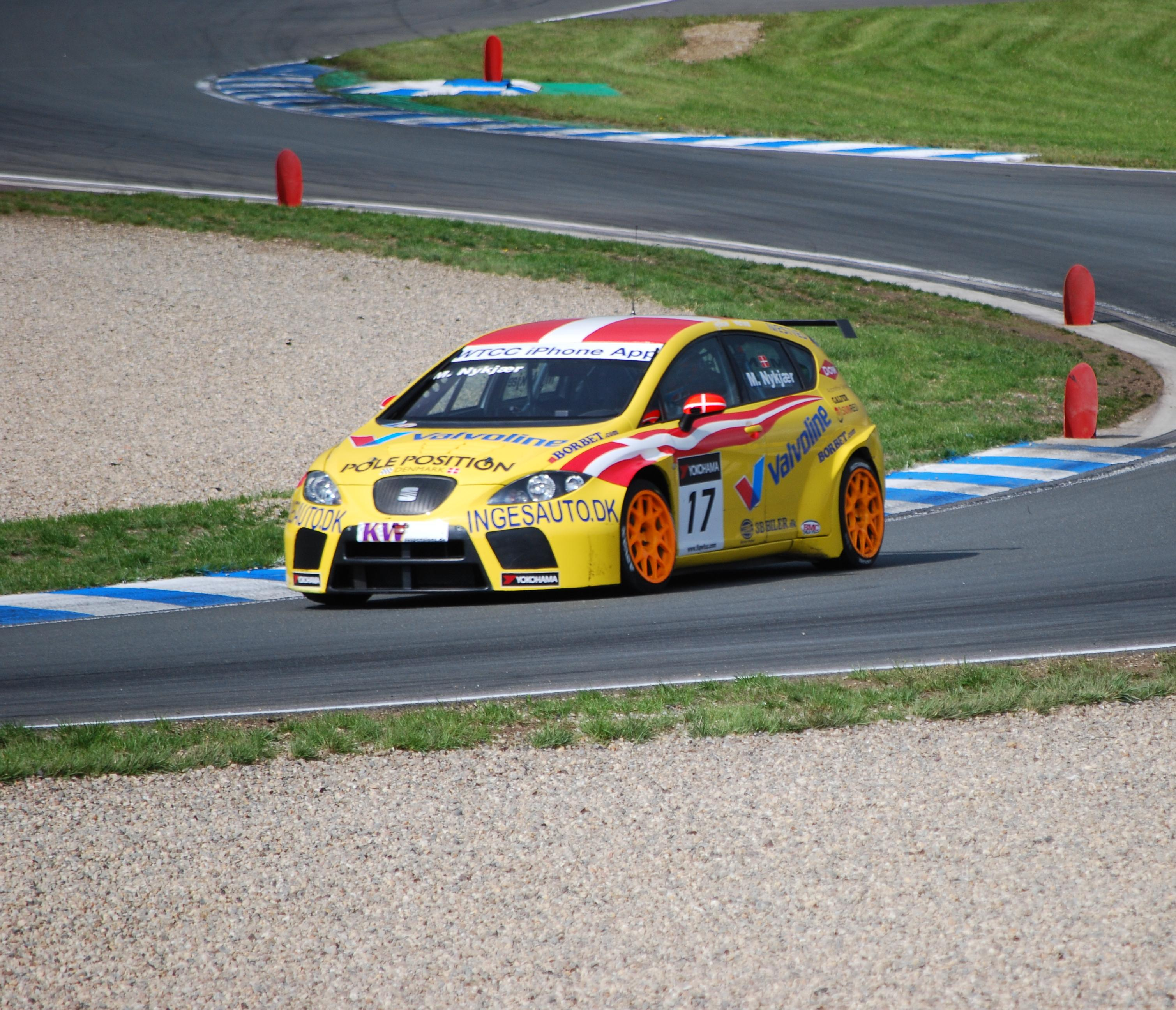
Nykjær guida per la SUNRED Engineering in Germania.

Nykjær continuò a correre in WTCC nel 2011 con SUNRED. In gara-2 in Brasile si scontrò con Kristian Poulsen mentre i due lottavano per il comando della categoria degli indipendenti. Si qualificò 20º in Belgio, non avendo segnato alcun tempo. Aveva sbattuto contro le barriere alla chicane e non poté continuare la sessione a causa dei danni riportati. Arrivò a punti in entrambe le gare, concludendo 5º in gara-2. Dopo aver iniziato la stagione con un motore TDI, Nykjær cambiò con il nuovo SUNRED 1.6T per arrivare in Ungheria. Il cambio di motore non portò punti fino al round seguente, in Repubblica Ceca, dove Nykjær concluse 10º dopo un incidente in gara-1. Partì poi dalla pole position in gara-2, ma fu sorpassato da Tom Coronel alla partenza e poi da Yvan Muller. Finì la gara 4º, ma ottenne la vittoria tra gli indipendenti. Partì 2º in gara-2 in Gran Bretagna, a Donington Park, ma concluse la sua gara al giro 1 quando rimase bloccato nella ghiaia a Coppice. Si qualificò 7º per gara-1 in Giappone, al primo giro seguiva da vicino la Volvo di Robert Dahlgren. Era 4º nell'ultimo tratto di gara quando Muller fece un errore e fu sorpassato dallo stesso Nykjær, che ottenne così il suo primo podio assoluto in WTCC e la vittoria tra gli indipendenti. Vinse nuovamente tra gli indipendenti in gara-2 quando concluse 6º. Non segnò alcun punto in Cina, sbattendo a due giri dal termine di gara-1 e concludendo 14º in gara-2. Si qualificò davanti alla maggior parte dei rivali per il Trofeo Yokohama a Macao, concludendo 5º ed ottenendo la vittoria tra gli indipendenti in entrambe le gare. Concluse la stagione 2º nel Trofeo Yokohama, due punti dietro Kristian Poulsen.

#### Bamboo-engineering (2012)
Fu chiamato in sostituzione di Pasquale Di Sabatino alla bamboo-engineering per il round brasiliano del 2012. Si qualificò 4º per gara-1 e ottenne la vittoria per gli indipendenti nella stessa gara, concludendo 5º assoluto.

#### NIKA Racing (2013–)
Ritornò in WTCC a tempo pieno nel 2013, guidando per il team NIKA Racing. Uscì in gara-1 in Italia molto presto a causa di problemi al semiasse, ma finì 2º in gara-2 dopo essere partito 3º, ottenendo il primo arrivo a podio nella storia del team. Ottenne la sua prima vittoria assoluta in WTCC in Marocco dopo essere partito dal 4º posto in griglia.

### Scandinavian Touring Car Championship (STCC)

#### Chevrolet Motorsport Sweden (2011–2012)
Nel 2012 Nykjær fu leader nello Scandinavian Touring Car Championship, STCC, il campionato turismo scandinavo.

## Risultati

### Risultati completi in WTCC
(legenda) (Le gare in grassetto indicano la pole position) (Gare in corsivo indicano Gpv)
| Anno | Team               | Vettura              | 1        | 2         | 3        | 4       | 5        | 6         | 7        | 8         | 9        | 10        | 11       | 12       | 13      | 14        | 15      | 16       | 17       | 18       | 19      | 20      | 21        | 22       | 23      | 24      | Punti | Pos. |
| ---- | ------------------ | -------------------- | -------- | --------- | -------- | ------- | -------- | --------- | -------- | --------- | -------- | --------- | -------- | -------- | ------- | --------- | ------- | -------- | -------- | -------- | ------- | ------- | --------- | -------- | ------- | ------- | ----- | ---- |
| 2009 | Perfection Racing  | Chevrolet Lacetti    | BRA 1    | BRA 2     | MEX 1    | MEX 2   | MAR 1    | MAR 2     | FRA 1    | FRA 2     | ESP 1    | ESP 2     | CZE 1    | CZE 2    | POR 1   | POR 2     | GBR 1   | GBR 2    | GER 1 NC | GER 2 18 | ITA 1   | ITA 2   | JPN 1     | JPN 2    | MAC 1   | MAC 2   | 0     | 36º  |
| 2010 | SUNRED Engineering | SEAT León 2.0 TDI    | BRA 1 12 | BRA 2 8   | MAR 1 11 | MAR 2 7 | ITA 1 8  | ITA 2 19  | BEL 1 18 | BEL 2 Rit | POR 1 17 | POR 2 Rit | GBR 1 15 | GBR 2 9  | CZE 1 7 | CZE 2 Rit | GER 1 7 | GER 2 4  | ESP 1 9  | ESP 2 7  | JPN 1 6 | JPN 2 6 | MAC 1 Rit | MAC 2 11 |         |         | 66    | 12º  |
| 2011 | SUNRED Engineering | SEAT León 2.0 TDI    | BRA 1 8  | BRA 2 Rit | BEL 1 8  | BEL 2 5 | ITA 1 12 | ITA 2 Rit |          |           |          |           |          |          |         |           |         |          |          |          |         |         |           |          |         |         | 86    | 10º  |
| 2011 | SUNRED Engineering | SUNRED SR León 1.6T  |          |           |          |         |          |           | HUN 1 13 | HUN 2 Rit | CZE 1 10 | CZE 2 5   | POR 1 9  | POR 2 12 | GBR 1 7 | GBR 2 Rit | GER 1 7 | GER 2 17 | ESP 1 11 | ESP 2 15 | JPN 1 3 | JPN 2 6 | CHN 1 14  | CHN 2 14 | MAC 1 5 | MAC 2 5 | 86    | 10º  |
| 2012 | bamboo-engineering | Chevrolet Cruze 1.6T | ITA 1    | ITA 2     | ESP 1    | ESP 2   | MAR 1    | MAR 2     | SVK 1    | SVK 2     | HUN 1    | HUN 2     | AUT 1    | AUT 2    | POR 1   | POR 2     | BRA 1 5 | BRA 2 4  | USA 1    | USA 2    | JPN 1   | JPN 2   | CHN 1     | CHN 2    | MAC 1   | MAC 2   | 20    | 16º  |
| 2013 | NIKA Racing        | Chevrolet Cruze 1.6T | ITA 1 20 | ITA 2     | MAR 1    | MAR 2 7 | SVK 1 7  | SVK 2 12  | HUN 1 10 | HUN 2 9   | AUT 1    | AUT 2 5   | RUS 1 7  | RUS 2 1  | POR 1 3 | POR 2 3   | ARG 1 6 | ARG 2 4  | USA 1 12 | USA 2 17 | JPN 1   | JPN 2   | CHN 1     | CHN 2    | MAC 1   | MAC 2   | 180   | 7º   |

### Campionato scandinavo turismo

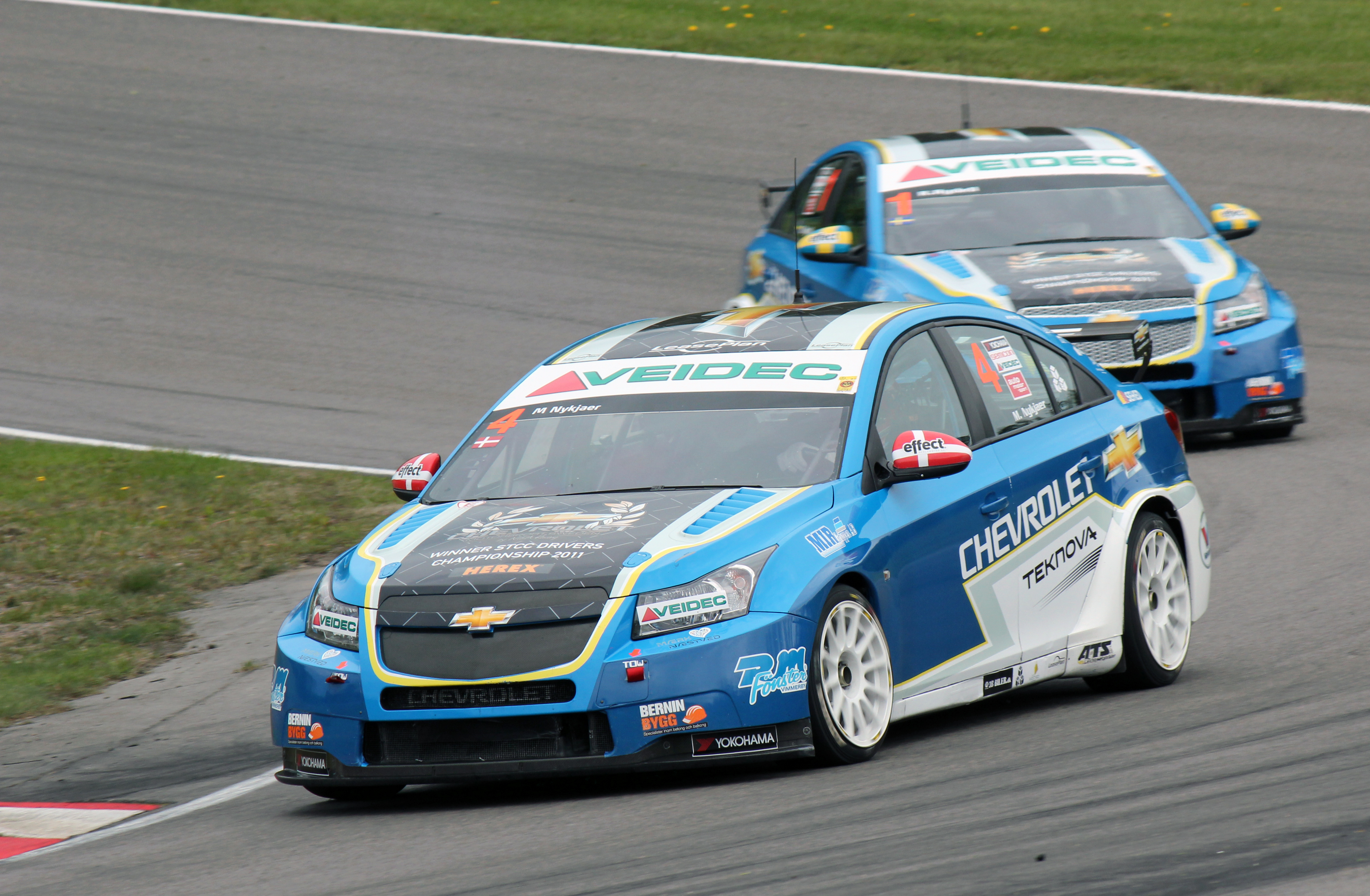
Michel Nykjær al Ring Knutstorp durante una gara di STCC nel 2012.

(legenda) (Le gare in grassetto indicano la pole position) (Gare in corsivo indicano Gpv)
| Anno | Team                        | Vettura         | 1       | 2       | 3         | 4       | 5       | 6       | 7       | 8       | 9       | 10      | 11    | 12    | 13    | 14    | 15      | 16       | 17      | 18       | Punti | Pos. |
| ---- | --------------------------- | --------------- | ------- | ------- | --------- | ------- | ------- | ------- | ------- | ------- | ------- | ------- | ----- | ----- | ----- | ----- | ------- | -------- | ------- | -------- | ----- | ---- |
| 2011 | Chevrolet Motorsport Sweden | Chevrolet Cruze | JYL 1   | JYL 2   | KNU 1     | KNU 2   | MAN 1   | MAN 2   | GÖT 1   | GÖT 2   | FAL 1   | FAL 2   | KAR 1 | KAR 2 | JYL 1 | JYL 2 | KNU 1 4 | KNU 2 15 | MAN 1 5 | MAN 2 18 | 22    | 18º  |
| 2012 | Chevrolet Motorsport Sweden | Chevrolet Cruze | MAN 1 6 | MAN 2 4 | KNU 1 Rit | KNU 2 1 | STU 1 4 | STU 2 1 | MAN 1 4 | MAN 2 1 | ÖST 1 5 | ÖST 2 5 | JYL 1 | JYL 2 | KNU 1 | KNU 2 | SOL 1 9 | SOL 2 8  |         |          | 231   | 3º   |